# Hydraena manguao
Hydraena manguao är en skalbaggsart som beskrevs av Hendrik Freitag och Manfred A. Jäch 2007. Hydraena manguao ingår i släktet Hydraena och familjen vattenbrynsbaggar. Inga underarter finns listade i Catalogue of Life.